# Сулу-кол
Сулу-кол (каз. Сұлу көл, до 2010 г. — Чесноково) — село в Байтерекском районе Западно-Казахстанской области Казахстана. Административный центр и единственный населённый пункт Сулуколского сельского округа. Код КАТО — 274469100.
Село расположено на реке Ембулатовка (правый приток Урала), в 3 км от казахстанско-российской границы.

## Население
В 1999 году население села составляло 634 человека (316 мужчин и 318 женщин). По данным переписи 2009 года, в селе проживало 527 человек (267 мужчин и 260 женщин).